# Puchar Drugiej Ligi Ukrainy w piłce nożnej (1999/2000)
Puchar Drugiej Ligi Ukrainy 1999/2000 - I rozgrywki ukraińskiej PFL spośród drużyn Drugiej Lihi, mające na celu wyłonienie zdobywcy Pucharu Drugiej Ligi oraz półfinalistów, którzy kwalifikują się tym samym do Pucharu Ukrainy sezonu 1999/00. Sezon trwał od 18 sierpnia 1999 do 6 maja 2000.
W sezonie 1999/2000 rozgrywki te składały się z:
- meczów rundy wstępnej (1/32 finału),
- dwumeczów 1/16 finału,
- dwumeczów 1/8 finału,
- dwumeczów 1/4 finału,
- dwumeczów 1/2 finału,
- meczu finałowego.

## Drużyny
Do rozgrywek Pucharu przystąpiło 44 kluby Drugiej Lihi.
| Kluby Drugiej Lihi: | | |
| - Adoms Krzemieńczuk - Arsenał Charków - Awanhard Roweńky - Cementnyk-Chorda Mikołajów - Czornomoreć Sewastopol - Borysfen Boryspol - Bukowyna Czerniowce - Desna Czernihów - Dnipro-2 Dniepropetrowsk - Dynamo Lwów - Dynamo-3 Kijów - Ełektron Romny - Enerhetyk Bursztyn - FK Kałusz - FK Myrhorod | - Hałyczyna Drohobycz - Hazowyk Komarno - Hirnyk-Sport Komsomolsk - Karpaty-2 Lwów - Kremiń Krzemieńczuk - Krystał Chersoń - Krywbas-2 Krzywy Róg - Maszynobudiwnyk Drużkiwka - Metalist-2 Charków - Metałurh-2 Zaporoże - Naftowyk Dolina - Nywa Winnica - Obołoń-PPO-2 Kijów - Olimpija FK AES Jużnoukraińsk - Oskił Kupiańsk | - Papirnyk Malin - Podilla Chmielnicki - Portowyk Iljiczewsk - Prykarpattia-2 Iwano-Frankowsk - Rihonda Biała Cerkiew - Systema-Boreks Borodzianka - Szachtar Gorłówka - Torpedo Melitopol - Tytan Armiańsk - Weres Równe - Wiktor Zaporoże - Worskła-2 Połtawa - Zirka-2 Kirowohrad - Zoria Ługańsk |

## Terminarz rozgrywek

### Runda wstępna (1/32 finału)
| 18 sierpnia 1999      |     |                                |                               |
| Karpaty-2 Lwów        | 0:1 | Dynamo Lwów                    |                               |
| Nywa Winnica          | +:- | Weres Równe                    | Weres zrezygnował             |
| Enerhetyk Bursztyn    | 1:0 | FK Kałusz                      |                               |
| Hałyczyna Drohobycz   | 1:0 | Prykarpattia-2 Iwano-Frankowsk |                               |
| Rihonda Biała Cerkiew | 0:0 | Obołoń-PPO-2 Kijów             | (k. 3:1)                      |
| Zirka-2 Kirowohrad    | 0:1 | Olimpija FK AES Jużnoukraińsk  |                               |
| Tytan Armiańsk        | +:- | Czornomoreć Sewastopol         | Czornomoreć zdyskwalifikowany |
| Wiktor Zaporoże       | 4:1 | Torpedo Melitopol              |                               |
| Metałurh-2 Zaporoże   | -:+ | Dnipro-2 Dniepropetrowsk       | Metałurh-2 zdyskwalifikowany  |
| Arsenał Charków       | 1:0 | Maszynobudiwnyk Drużkiwka      |                               |
| Adoms Krzemieńczuk    | 5:1 | FK Myrhorod                    | (dod.)                        |
| Szachtar Gorłówka     | 2:0 | Awanhard Roweńky               | (dod.)                        |

### 1/16 finału
|                               | 1 mecz | 2 mecz | Suma |                            |                                                                                            |
| ----------------------------- | ------ | ------ | ---- | -------------------------- | ------------------------------------------------------------------------------------------ |
| 1 września i 22 września 1999 |        |        |      |                            |                                                                                            |
| Portowyk Iljiczewsk           | -:+    | -:+    | -:+  | Tytan Armiańsk             | Wynik pierwszego meczu 1:0 anulowano przez przekroczenie zmian, Portowyk zdyskwalifikowany |
| Podilla Chmielnicki           | 3:2    | 4:2    | 7:4  | Cementnyk-Chorda Mikołajów |                                                                                            |
| Hazowyk Komarno               | 1:1    | 0:0    | 1:1  | Dynamo Lwów                |                                                                                            |
| Nywa Winnica                  | 0:0    | 1:2    | 1:2  | Papirnyk Malin             |                                                                                            |
| Enerhetyk Bursztyn            | 2:2    | 0:1    | 2:3  | Bukowyna Czerniowce        |                                                                                            |
| Naftowyk Dolina               | 3:2    | 0:0    | 3:2  | Hałyczyna Drohobycz        |                                                                                            |
| Systema-Boreks Borodzianka    | 1:1    | 1:0    | 2:1  | Rihonda Biała Cerkiew      |                                                                                            |
| Olimpija FK AES Jużnoukraińsk | 0:5    | -:+    | -:+  | Borysfen Boryspol          | Olimpija FK AES zrezygnowała                                                               |
| Desna Czernihów               | 2:4    | 0:1    | 2:5  | Dynamo-3 Kijów             |                                                                                            |
| Worskła-2 Połtawa             | 0:3    | 1:2    | 1:5  | Hirnyk-Sport Komsomolsk    |                                                                                            |
| Krystał Chersoń               | 4:1    | 2:0    | 6:1  | Wiktor Zaporoże            |                                                                                            |
| Dnipro-2 Dniepropetrowsk      | 1:1    | 2:1    | 3:2  | Krywbas-2 Krzywy Róg       |                                                                                            |
| Ełektron Romny                | 2:0    | -:+    | -:+  | Arsenał Charków            | Ełektron zrezygnował                                                                       |
| Kremiń Krzemieńczuk           | 2:1    | 1:0    | 3:1  | Adoms Krzemieńczuk         |                                                                                            |
| Szachtar Gorłówka             | 0:0    | 1:3    | 1:3  | Zoria Ługańsk              |                                                                                            |
| Oskił Kupiańsk                | 0:1    | 0:2    | 0:3  | Metalist-2 Charków         |                                                                                            |

### 1/8 finału
|                                       | 1 mecz | 2 mecz | Suma |                         |  |
| ------------------------------------- | ------ | ------ | ---- | ----------------------- |  |
| 6 października i 14 października 1999 |        |        |      |                         |  |
| Dynamo Lwów                           | 1:1    | 0:0    | 1:1  | Podilla Chmielnicki     |  |
| Papirnyk Malin                        | 3:2    | 0:3    | 3:5  | Bukowyna Czerniowce     |  |
| Systema-Boreks Borodzianka            | 0:0    | 0:3    | 0:3  | Naftowyk Dolina         |  |
| Borysfen Boryspol                     | 4:0    | 2:0    | 6:0  | Dynamo-3 Kijów          |  |
| Tytan Armiańsk                        | 1:2    | 1:0    | 2:2  | Hirnyk-Sport Komsomolsk |  |
| Dnipro-2 Dniepropetrowsk              | 1:1    | 0:0    | 1:1  | Krystał Chersoń         |  |
| Arsenał Charków                       | 1:0    | 1:1    | 2:1  | Kremiń Krzemieńczuk     |  |
| Zoria Ługańsk                         | 2:2    | 0:0    | 2:2  | Metalist-2 Charków      |  |

### 1/4 finału
|                                        | 1 mecz | 2 mecz | Suma |                         |  |
| -------------------------------------- | ------ | ------ | ---- | ----------------------- |  |
| 22 października i 26 października 1999 |        |        |      |                         |  |
| Borysfen Boryspol                      | 2:0    | 5:1    | 7:1  | Naftowyk Dolina         |  |
| Krystał Chersoń                        | 1:1    | 1:0    | 2:1  | Hirnyk-Sport Komsomolsk |  |
| Podilla Chmielnicki                    | 2:0    | 3:3    | 5:3  | Bukowyna Czerniowce     |  |
| Metalist-2 Charków                     | 1:0    | 1:1    | 2:1  | Arsenał Charków         |  |

### 1/2 finału
|                                  | 1 mecz | 2 mecz | Suma |                     |        |
| -------------------------------- | ------ | ------ | ---- | ------------------- | ------ |
| 4 listopada i 8 listopada 1999   |        |        |      |                     |        |
| Metalist-2 Charków               | 0:1    | 0:1    | 0:2  | Krystał Chersoń     |        |
| 12 listopada i 26 listopada 1999 |        |        |      |                     |        |
| Borysfen Boryspol                | 2:0    | 4:2    | 6:2  | Podilla Chmielnicki | (dod.) |

### Finał
Mecz finałowy rozegrano 6 maja 2000 na Stadionie Dynamo w stolicy, Kijowie.
| Borysfen Boryspol | 2:0 | SK Chersoń |  |